# Штильмарк, Роберт Александрович
Ро́берт Алекса́ндрович Штильма́рк (3 апреля 1909, Москва — 30 сентября 1985, Москва) — русский советский писатель

, журналист. Известен как автор приключенческого романа «Наследник из Калькутты».

## Биография
Родился в Москве в семье инженера Александра Александровича Штильмарка, имевшего немецкие и шведские корни. В 1929 году окончил Высший литературно-художественный институт имени В. Я. Брюсова.
Штильмарк работал референтом и заведующим отделом скандинавских стран во Всесоюзном обществе культурных связей с заграницей (ВОКС). Впоследствии был журналистом-международником в газете «Известия», в ТАСС, работал редактором в журналах «Иностранная литература», «Молодая гвардия».
Опубликовал сборник своих стихов и книгу очерков «Осушение моря» (1932). С 1937 года — научный сотрудник и преподаватель кафедры иностранных языков Военной академии им. В. Куйбышева.

### Во время войны
Во время Великой Отечественной войны был помощником командира разведроты. Получил ранение в боях под Ленинградом. В 1942 году после тяжёлого ранения и контузии был направлен преподавателем в Ташкентское пехотное училище, затем переведён в Москву, преподавал на Высших командных курсах РККА. В 1943 году он окончил Ленинградское Краснознамённое военно-топографическое училище, был старшим преподавателем военной топографии. В звании капитана служил в Военном топографическом управлении Генштаба.
За боевые заслуги получил награды:
- Орден Отечественной войны 1 степени,
- Орден Красной Звезды,
- Медаль «За отвагу»,
- Медаль «За оборону Ленинграда».

### Арест и заключение
В апреле 1945 года Штильмарк был арестован по обвинению в «контрреволюционной агитации» и приговорён к 10 годам заключения.

Он был арестован за месяц до окончания войны, во время войны работал в редакционно-издательском отделе Генштаба, боевой офицер, воевавший под осаждённым Ленинградом, осуждён (по ст. 58-10) «за болтовню»: назвал какое-то здание в Москве «спичечным коробком», не одобрял снос Сухаревой башни и Красных ворот и переименования старых городов и т. д.

Был направлен в Енисейский исправительно-трудовой лагерь; здесь работал топографом, затем — заведующим литературной частью лагерного театра. Штильмарк сидел в 33-й, 25-й и 10-й колоннах около Янова Стана. Освобождён в 1953 году, поселился сначала в посёлке Маклаково, неподалёку от Енисейска. Полностью реабилитирован в 1955 году, далее жил в Москве.

### «Наследник из Калькутты»
Штильмарк — автор приключенческого романа «Наследник из Калькутты», написанного им в заключении по заказу другого заключённого — лагерного старшего нарядчика Василия Василевского, занимавшего авторитетное положение в криминальной среде. Последний очень хотел быть писателем, но не имел для этого способностей. В лагере Василевский слышал истории о том, что отдельные заключённые в разное время были помилованы Сталиным  за созданные ими изобретения и литературные произведения. Нарядчик решил освободиться из заключения тем же путём: сочинить интересный приключенческий роман и послать его Сталину.
Василевский разработал общие черты будущего романа, который, по его идее, должен был отвечать следующим требованиям, чтобы избежать цензурных возражений и быть пригодным к опубликованию:
- действие книги должно было происходить не менее двухсот лет назад, чтобы  избежать упоминаний о марксистском революционном движении;
- оно должно было происходить не в России, а в зарубежных странах, чтобы  избежать в тексте критических или хвалебных утверждений об имевших место в то время в России общественно-политических явлениях;
- в сюжете проходила бы история похищения ребёнка из знатной семьи (сочувствие к ребёнку должно было подогревать читательский интерес);
- также должен был упоминаться ручной лев (наверное, это было рассчитано на читателей, любящих экзотику и животных).

Эти идеи Василевский изложил Штильмарку, предложив тому написать роман в обмен на освобождение от тяжёлых общих работ и улучшения бытовых условий. Штильмарк начал писать и периодически зачитывать другим заключённым очередные главы. Василевский выполнил свою часть соглашения: по его протекции Штильмарк получил право выходить за пределы лагеря без конвоя, назначение на лёгкую работу, улучшенное жильё и питание.
Работа над созданием романа шла год и два месяца, он был закончен 15 июля 1951 года. Пока Штильмарк писал роман, он был нужен Василевскому. Когда же роман был закончен, Василевский забрал рукопись себе и решил избавиться от настоящего автора: устроил перевод Штильмарка на общие работы на другой лагерный пункт и попытался там организовать его убийство руками уголовников. Ситуация развивалась не по плану Василевского: заключённые вступились за Штильмарка и решили, что никакого вреда ему не причинят. Участником этой истории стал криминальный авторитет, а в будущем известный писатель Михаил Дёмин, который позднее описал её в своём автобиографическом романе «Блатной». 
Василевский отдал рукопись для прочтения и  рецензии заключённому, имевшему хорошее образование. Тот, прочитав, заявил, что роман замечательный, но никто не поверит, что Василевский, не способный грамотно писать, сочинил его сам, следовательно, и помилования он не получит. Осознав это, Василевский на обложке рукописи указал, что она написана двумя авторами — им и Штильмарком, и передал её лагерной администрации, которая переслала её в Москву. Там рукопись попала в Культурно-воспитательный отдел ГУЛАГа, где и осталась. Позднее её оттуда по доверенности Штильмарка смог забрать его сын Феликс.
Штильмарк освободился из заключения раньше Василевского и приступил к попыткам опубликования своего труда. Рукопись получила хорошие отзывы нескольких известных писателей, в том числе Ивана Ефремова. 
Впервые роман был опубликован в 1958 году издательством «Детгиз» (в серии «Библиотека приключений и научной фантастики») и  переиздан в Иркутске и Алма-Ате. В первом издании в качестве авторов книги были указаны Василевский и Штильмарк.
После того, как Василевский тоже освободился из заключения, Штильмарк передал ему часть полученного гонорара и несколько экземпляров изданного романа. Однако Василевский требовал для себя дальнейших платежей, и через некоторое время Штильмарк счёл, что продолжение таких отношений может стать для него опасным. Он рассказал историю создания книги в издательстве «Детгиз», и то в 1959 году подало на Василевского иск с целью установления подлинного авторства. По итогам судебного разбирательства единственным автором книги был признан Штильмарк. Этому способствовало то, что Штильмарк  встроил в одну из глав романа шифрованный текст, доказывающий его авторство..
Новая волна интереса к роману пришлась на 1989—1993 годы.

### Последние годы
В 1970—1981 годах Штильмарк работал над автобиографическим романом-хроникой «Горсть света», часть которого впервые была опубликована в его четырёхтомном собрании сочинений в 2001 году. Штильмарк, несмотря на безденежье и большую трудоспособность, относился ко всему, что выходило из-под его пера, с высокой требовательностью, вследствие чего бо́льшая часть задуманного им не была завершена и осталась либо в черновиках, либо в памяти слушателей (Штильмарк признавался великолепным рассказчиком): романы «Драгоценный камень Фероньеры», «Коптевский барин», повести о художниках П. Д. Корине и М. В. Нестерове. Неопубликованными остались повести «Подвиг любви» (о В. И. Дале) и «Крылатый пленник» (другое название: «Истребитель ищет боя»; о бежавшем из фашистского плена лётчике Вячеславе Александровиче Валентее), а также обширное эпистолярное наследие.
Скончался 30 сентября 1985 года. Похоронен на Введенском кладбище (14 уч.).

## Семья
- В 1929 году женился на Евгении Дмитриевне Белаго-Плетнер (1899—1944), которая была специалистом по экономике Японии, в начале 1920-х годов работала в Японии с первым мужем, дипломатом. Вскоре у них родился сын Феликс-Эдмунд (02.09.1931 — 31.01.2005), будущий эколог и биолог. В июле 1944 года жена умерла.
- В конце 1944 года женился на Вере Яковлевне Терновской (1905—1986). Брак распался вскоре после ареста Штильмарка.
- В 1953 году женился на Маргарите Дмитриевне Савёловой (17.02.1923 — 30.10.2012). От этого брака — трое детей: Елена (21.01.1951 — 22.08.1999), Александр (р. 17.04.1954) и Дмитрий (11.01.1959 — 24.09.2021).
- В 1978 году женился на Александре Дмитриевне Штильмарк, урождённой Зерновой (р. 19.02.1944). От этого брака — дочь Мария (11.04.1977).